# Parafia Najświętszego Ciała i Krwi Chrystusa w Radomsku
Parafia Najświętszego Ciała i Krwi Chrystusa w Radomsku – parafia rzymskokatolicka w Radomsku. Należy do dekanatu Radomsko – św. Lamberta archidiecezji częstochowskiej. Została utworzona w 1988 roku. Kościół parafialny został zbudowany w latach 1988–1989, konsekrowany w 2003.